# Vita (musikalbum)
Vita är det svenska garagerock-/punkbandet C.AARMÉs andra studioalbum, utgivet 26 april 2006 på Burning Heart Records.

## Låtlista
1. "We Are the World"
2. "Vita"
3. "Happiness"
4. "Golden Retriever"
5. "My Favorite Things"
6. "M.P.P"
7. "Ti Ca Tu A"
8. "Casino"
9. "Enlightened"
10. "Let Them Live Here"
11. "Enjo Kosai"
12. "Starless"

## Mottagande
Vita snittar på 2,5/5 på Kritiker.se, baserat på tre recensioner.

### Fotnoter
1. ↑  ”Vita”. Discogs.com. http://www.discogs.com/CAarm%C3%A9-Vita/release/722433. Läst 1 maj 2012.
2. ↑  ”Vita”. Kritiker.se. Arkiverad från originalet den 16 oktober 2018. https://web.archive.org/web/20181016203237/https://kritiker.se/skivor/caarme/vita/. Läst 1 maj 2012.